# P.E.S.
P.E.S. è un singolo del gruppo musicale italiano Club Dogo, pubblicato il 13 luglio 2012 come quarto estratto dal sesto album in studio Noi siamo il club.

## Descrizione
P.E.S. è caratterizzato da un campionamento del brano Pro del gruppo reggae greco Locomondo e ha visto la partecipazione vocale del cantante italiano Giuliano Palma. Il titolo fa inoltre riferimento alla serie di videogiochi eFootball, all'epoca nota proprio come PES.

## Pubblicazione
Il singolo è stato pubblicato il 13 luglio 2012, nonostante abbia debuttato inizialmente nella Top Singoli già nella settimana precedente, tra il 9 luglio e il 15 luglio raggiungendo la sessantaduesima posizione. Il singolo ha riscosso un grande successo, raggiungendo successivamente la terza posizione della classifica ed è stato certificato doppio disco di platino per gli oltre 60 000 download.

## Video musicale
Il videoclip, girato a Levanto, è stato pubblicato su YouTube nel canale ufficiale dei Club Dogo il 17 luglio stesso. 

## Classifiche
| Classifica (2012) | Posizione massima |
| ----------------- | ----------------- |
| Italia            | 3                 |